# Rezerwat przyrody Zielonka
Rezerwat przyrody Zielonka – rezerwat leśny leżący na terenie Nadleśnictwa Ostrowiec Świętokrzyski, pomiędzy miejscowościami Czyżów Szlachecki i Dziurów w gminie Zawichost, w powiecie sandomierskim, w województwie świętokrzyskim.
- Powierzchnia: 20,88 ha[2] (akt powołujący podawał 21,09 ha)
- Rok utworzenia: 1974
- Dokument powołujący: Zarządz. MLiPD z 16.09 1974; M.P. z 1974 r. nr 32, poz. 194, § 6
- Numer ewidencyjny WKP: 009
- Charakter rezerwatu: częściowy
- Przedmiot ochrony: fragment wielogatunkowego lasu liściastego o cechach zespołu naturalnego[2]

W skład drzewostanu wchodzą: lipa drobnolistna, dąb, wiąz, brzoza i osika. Podszycie stanowią: leszczyna, kalina, szakłak, dereń świdwa, głóg i jarzębina. Liczne runo leśne, m.in. rzadkie i chronione: lilia złotogłów, pierwiosnka lekarska, konwalia majowa i kruszczyk szerokolistny. Zespół leśny położony jest na terenie wąwozów lessowych ze stromymi zboczami.